# Paralaubuca riveroi
Paralaubuca riveroi är en fiskart som först beskrevs av Fowler, 1935.  Paralaubuca riveroi ingår i släktet Paralaubuca och familjen karpfiskar. IUCN kategoriserar arten globalt som livskraftig. Inga underarter finns listade i Catalogue of Life.